# Turbatrix aceti
Turbatrix aceti är en rundmask (Nematoda) som lever på de bakterier och svampar som producerar vinäger. De är ofarliga och icke-parasitiska, men eftersom de förekommer i många typer av människans födoämnen uppfattas de som oaptitliga. De återfinns inte i pastöriserad vinäger och föredrar orena miljöer med pH mellan 1,6 och 11. Dessa djur beskrevs först av Müller, 1783. 
Dessa nematoder används som utfodring av fiskyngel. De är 1-2 millimeter långa och i princip inte mycket mer än ett rör.